# Berry Islands
Berry Islands is een district van de Bahama's. Berry Islands telt ongeveer 700 inwoners op 78 km². Er zijn binnen de Berry Islands ongeveer 30 eilanden en meer dan honderd kleine  eilandjes, zogenaamde 'cays'. Het grootste deel van de bevolking woont op Great Harbour Cay.